# Oxalaia
Oxalaia é um gênero de dinossauros terópodes espinossaurídeos que viveram onde é hoje a Região Nordeste do Brasil durante o andar Cenomaniano do período Cretáceo Superior, há entre 100,5 e 93,9 milhões de anos. Seus únicos fósseis conhecidos foram encontrados em 1999 na Ilha do Cajual, nas rochas da Formação Alcântara, conhecida por sua abundância de espécimes fósseis fragmentados e isolados. Os restos de Oxalaia foram descritos em 2011 pelo paleontólogo brasileiro Alexander Kellner e colegas, que atribuíram os achados a um novo gênero contendo apenas uma espécie, Oxalaia quilombensis. O nome genérico refere-se à divindade africana Oxalá; já o descritor específico, aos assentamentos quilombolas brasileiros. Oxalaia quilombensis é a oitava espécie de terópode encontrada no Brasil e o maior dinossauro carnívoro ali descoberto. Está intimamente relacionado com o gênero africano Spinosaurus e/ou pode ser um sinônimo júnior desse táxon.
Embora Oxalaia seja conhecido apenas a partir de dois ossos cranianos parciais, Kellner e seus colegas descobriram que seus dentes e crânio tinham algumas características distintas não vistas em outros espinossaurídeos ou terópodes, incluindo dois dentes de substituição em suas cavidades e um palato secundário. O habitat de Oxalaia era tropical, densamente arborizado e rodeado por uma paisagem árida. Este ambiente tinha uma grande variedade de formas de vida também presentes no Cretáceo do norte da África, devido à conexão da América do Sul e da África como partes do supercontinente Gondwana. Como um espinossaurídeo, os traços do crânio e da dentição de Oxalaia indicam um estilo de vida parcialmente piscívoro semelhante ao dos crocodilianos modernos. Evidências fósseis sugerem que os espinossaurídeos também predavam outros animais, como pequenos dinossauros e pterossauros.

## Descoberta e nomeação

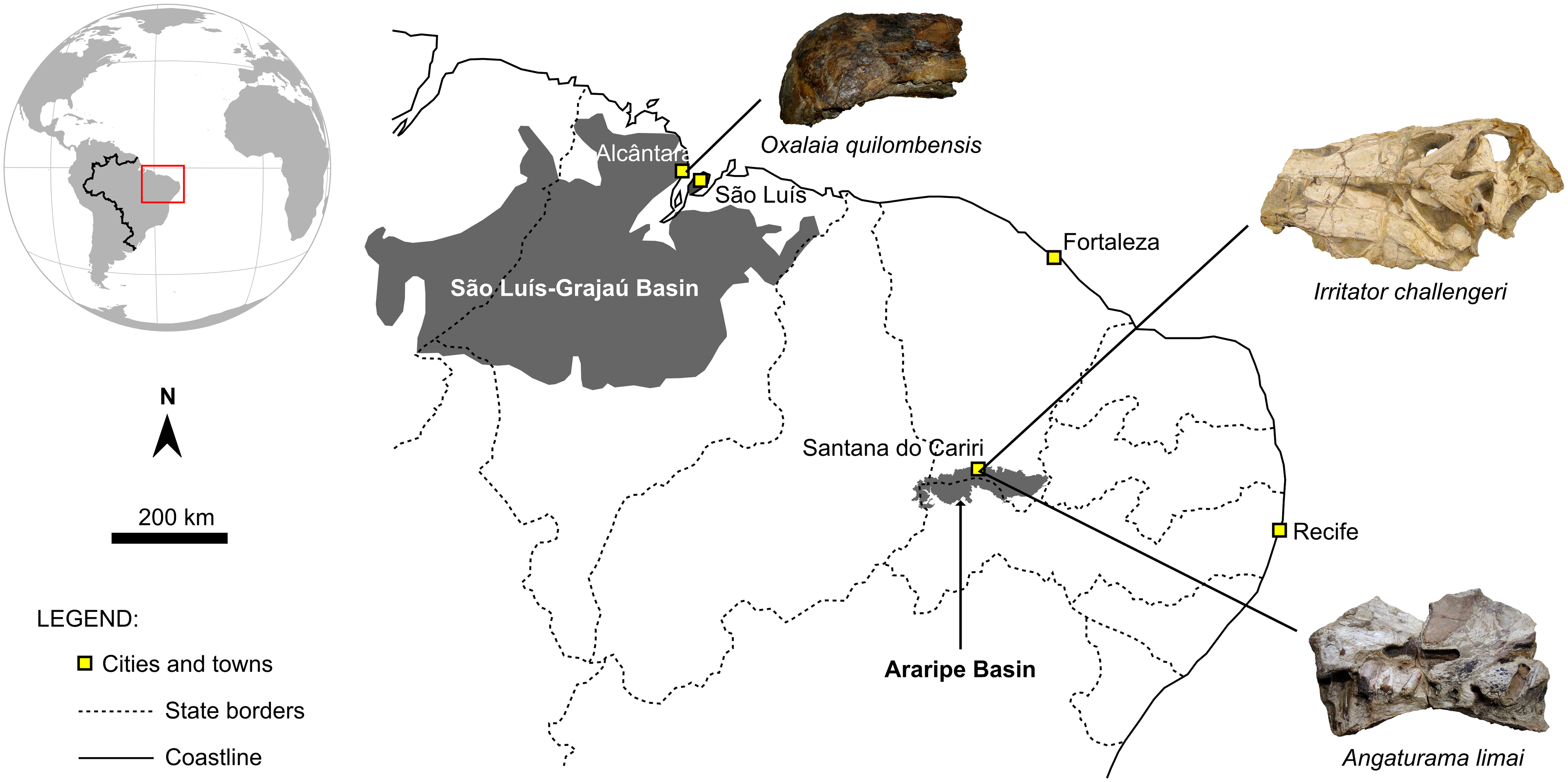
Mapa mostrando a região Nordeste do Brasil, com os locais de descoberta de três espécimes fósseis de espinossaurídeos nas bacias do Araripe e São Luís-Grajaú marcados. De cima para baixo: Oxalaia, Irritator e Angaturama

Oxalaia provém da Formação Alcântara, uma sucessão de rochas sedimentares que faz parte do Grupo Itapecuru da bacia de São Luís-Grajaú, na Região Nordeste do Brasil. Essas rochas foram datadas por cientistas como sendo do andar Cenomaniano do período Cretáceo Superior, há entre 100,5 e 93,9 milhões de anos. Aflorando na costa norte da formação, a localidade de Laje do Coringa é composta principalmente de arenito e lamito, juntamente com camadas de rochas conglomeradas contendo fragmentos de plantas fossilizadas e vertebrados. Esses sedimentos foram depositados em condições marinhas e fluviais semelhantes às da Formação Bahariya no Egito, onde restos de Spinosaurus foram encontrados. Em 1999, fósseis de Oxalaia foram recuperados da Laje do Coringa. A paleontóloga Elaine Machado, do Museu Nacional do Rio de Janeiro, ficou surpresa ao encontrar um fóssil tão bem preservado no local e afirmou em um comunicado à imprensa que "é assim que a maioria das descobertas científicas acontece, por acidente". O achado foi uma ocorrência rara devido à natureza erosiva das marés no depósito, responsáveis pelo estado fragmentado da maioria dos fósseis no leito ósseo; os restos não encontrados no local são frequentemente removidos da formação por ação das ondas. Geralmente, a maior parte dos vestígios fósseis encontrados na Formação Alcântara consiste em dentes e outros elementos esqueléticos separados, dos quais centenas foram encontrados na Laje do Coringa.

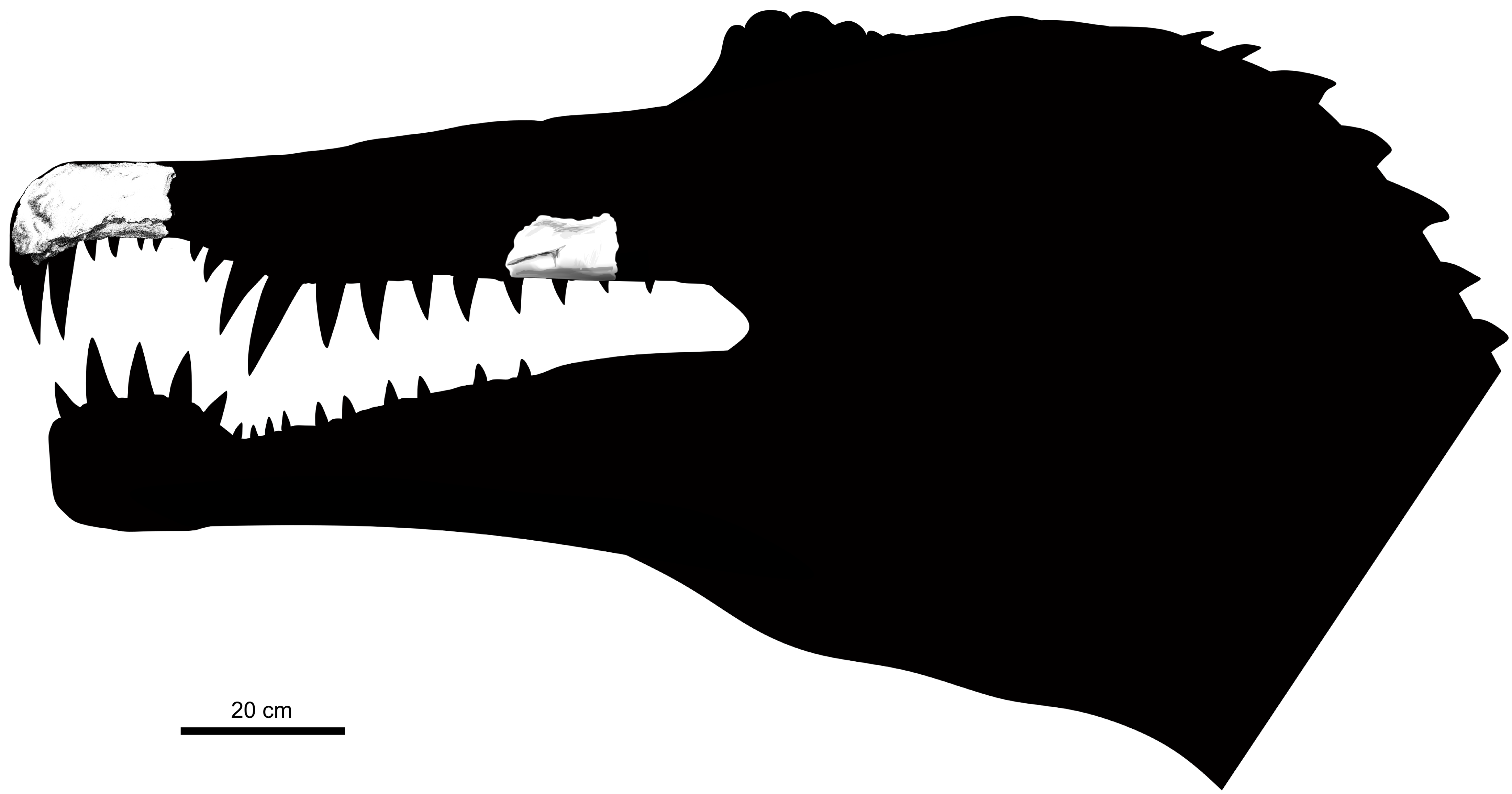
Diagrama que ilustra o material conhecido da mandíbula em seus locais

Oxalaia é um dos três espinossaurídeos descobertos no Brasil, sendo os outros dois Irritator e seu possível sinônimo Angaturama, ambos também conhecidos inicialmente a partir de crânios parciais. Eles foram descobertos na Formação Romualdo do Grupo Santana, parte da Bacia do Araripe. Os microfósseis datam essa formação como sendo do Albiano, cerca de nove a seis milhões de anos antes de Oxalaia. O registro fóssil de espinossaurídeos é escasso comparado ao de outros grupos de terópodes; poucos fósseis corporais são conhecidos e a maioria dos gêneros foram nomeados a partir de elementos isolados, como vértebras ou dentes.
O espécime holótipo de Oxalaia quilombensis, designado MN 6117-V, foi encontrado in situ (em seu local original de deposição) com parte do lado esquerdo embutida na matriz rochosa; consistindo de pré-maxilas fundidas (ossos frontais do focinho) de um indivíduo grande. Um fragmento (MN 6119-V) isolado e incompleto da maxila esquerda (osso da mandíbula superior principal) foi atribuído a Oxalaia por apresentar as mesmas características gerais que ocorrem nos espinossaurídeos, a maxila foi descoberta na superfície de uma rocha, possivelmente tendo se movido de sua localização original após erosão. Ambos os fragmentos ósseos foram encontrados na Ilha do Cajual, no estado do Maranhão, e foram alojados no Museu Nacional do Rio de Janeiro. Em 2018, um incêndio tomou conta do palácio que abrigava o museu, possivelmente destruindo os espécimes de Oxalaia, juntamente com vários outros fósseis encontrados no Brasil. Além dos ossos parciais do crânio, inúmeros dentes de espinossaurídeos foram descritos anteriormente no sítio de Laje do Coringa. Duas vértebras caudais parciais da formação foram atribuídas a Sigilmassasaurus brevicollis. O paleontólogo americano Mickey Mortimer observou informalmente que elas podem pertencer ao gênero Oxalaia.
As descobertas de Oxalaia e dos répteis do Cretáceo Superior Pepesuchus e Brasiliguana foram anunciadas em uma apresentação pela Academia Brasileira de Ciências em março de 2011. Elaine Machado descreveu Oxalaia como "o réptil dominante da Ilha do Cajual". Ela afirmou que há interesse em espinossaurídeos no Brasil e no exterior por causa de sua estreia na franquia Jurassic Park e sua distinção entre outros dinossauros carnívoros. A descrição de espécies de Oxalaia foi escrita pelos paleontólogos brasileiros Alexander Kellner, Elaine Machado, Sergio Azevedo, Deise Henriques e Luciana Carvalho. Essa descrição, entre muitas outras, foi composta por um volume de 20 obras sobre biodiversidade pré-histórica que foram publicadas pela Academia em março de 2011. A espécie-tipo Oxalaia quilombensis é a oitava espécie oficialmente nomeada de terópode do Brasil. O nome genérico Oxalaia é derivado do nome da divindade africana Oxalá, que foi introduzida no Brasil durante o período da escravidão. O descritor específico quilombensis refere-se aos assentamentos quilombolas, como os da Ilha do Cajual, fundados por escravos fugidos.

## Descrição

Estimativa provisória de tamanho, com o animal em posição natatória

A pré-maxila do holótipo tem aproximadamente 201 milímetros (7,9 polegadas) de comprimento, com uma largura preservada de 115 milímetros (4,5 polegadas) — a largura original máxima é estimada em 126 milímetros (5,0 polegadas) — e uma altura de 103 milímetros (4,1 polegadas). Com base no material esquelético de espinossaurídeos relacionados, o crânio de Oxalaia teria cerca de 1,35 metros (4,4 pés) de comprimento; sendo menor que o crânio de Spinosaurus, que foi medido em aproximadamente 1,75 metros pelo paleontólogo italiano Cristiano Dal Sasso e colegas em 2005. Kellner e sua equipe compararam o espécime de Dal Sasso (MSNM V4047) ao focinho original de Oxalaia em 2011; e a partir dele, estimaram que Oxalaia possuía de 12 a 17 metros de comprimento e pesava de 5 a 7 toneladas (5,5 a 7,7 toneladas curtas; 4,9 a 6,9 toneladas longas), tornando-se o maior terópode conhecido do Brasil; com o segundo, o Pycnonemosaurus, sendo estimado em 8,9 metros (29 pés) por um estudo.
A ponta do rostro (focinho) é ampliada e a extremidade traseira contraída, tomando a forma de roseta terminal que distingue os espinossaurídeos; esse formato estaria entrelaçado com a frente também expandida do dentário (osso portador dos dentes da mandíbula). O rostro de Oxalaia apresenta forames (orifícios) amplos e profundos que eram possivelmente canais nutritivos para vasos sanguíneos e nervos; também era mais arredondado em vista lateral que o do Spinosaurus, cuja mandíbula superior terminava em um ângulo descendente mais agudo, como mostrado pelas amostras MSNM V4047 e MNHN SAM 124. As maxilas mostram um par de processos alongados e finos que se estendem para a frente ao longo da linha mediana do céu da boca; estando envoltos entre as pré-maxilas e fazendo fronteira com uma elaborada fenda em forma de triângulo em sua extremidade frontal. Processos semelhantes estão presentes em Suchomimus, Cristatusaurus e MNHN SAM 124, embora não sejam expostos. Essas estruturas compõem o palato secundário do animal. A parte inferior das pré-maxilas é muito ornamentada em Oxalaia, em contraste com a condição mais suave que ela possui em outros espinossaurídeos.

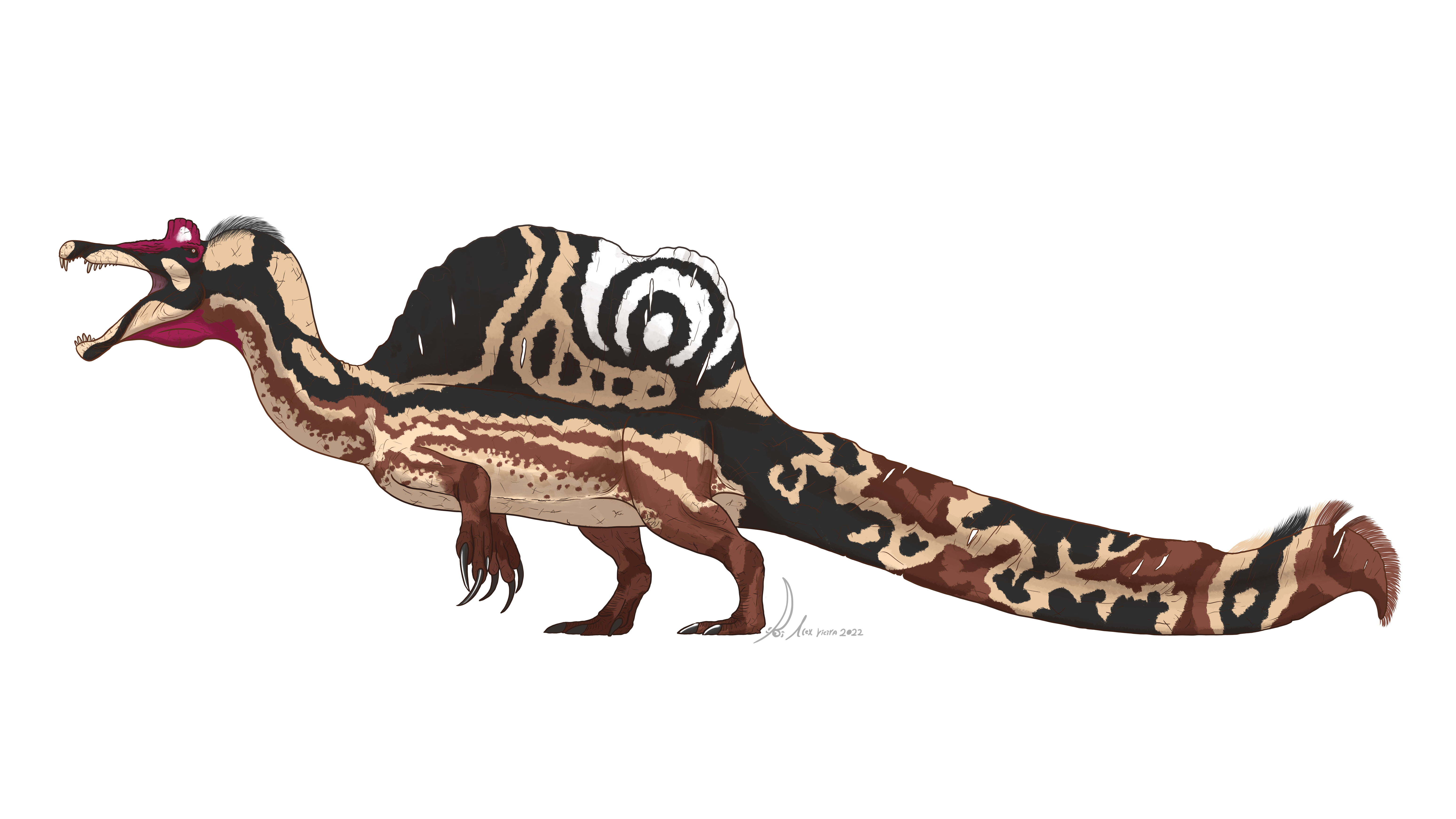
Restauração hipotética do animal em vida, baseada em espécimes relacionados

As pré-maxilas têm sete alvéolos (cavidades dentárias) de cada lado, o mesmo número encontrado em Angaturama, Cristatusaurus, Suchomimus e MNHN SAM 124 (atribuído a Spinosaurus); O MSNM V4047, outro exemplar da mandíbula superior do Spinosaurus, tinha apenas seis. Não se pode confirmar se esse número menor de dentes é devido à ontogenia; para isso, seria necessária uma amostra de tamanho maior. Um grande diastema (lacuna na linha dentária) separa a terceira cavidade dentária da quarta; encontrado em todos os outros espinossaurídeos, e sendo menor em Suchomimus. Outro diastema de comprimento semelhante pode ser observado entre o quinto e o sexto alvéolo; esse mesmo diastema foi encontrado no MNHN SAM 124 e é muito mais longo no MSNM V4047, mas está ausente no Suchomimus e no Cristatusaurus. O fragmento de maxila atribuído a Oxalaia (MN 6119-V) possui dois alvéolos e um terceiro quebrado que inclui um dente parcial. Como a pré-maxila, ele preserva os canais nutritivos. Também apresenta um dente superficial no meio, o que sugere que ficava localizado próximo às narinas externas (narinas ósseas). Pequenos fragmentos dentro de alguns dos alvéolos restantes mostram que, diferentemente de seus parentes primitivos do Cretáceo Inferior Suchomimus e Cristatusaurus, Oxalaia não possuía serrilhas nos dentes. Além do dente único e funcional em cada cavidade, havia dois dentes de substituição, que segundo Kellner são "uma característica comum em tubarões ou em alguns répteis, mas não em terópodes". Uma seção transversal dos dentes mostra a forma oval típica presente nos espinossauros, em vez da compressão lateral de outros dentes de terópodes.
Os dentes de espinossaurídeos relatados na Laje do Coringa foram classificados em dois morfotipos primários pelo paleontólogo brasileiro Manuel Medeiros em 2006. Ambos mostram dentição típica de espinossaurinos, embora o morfotipo II tenha esmalte dentário mais suave que o primeiro. Os dentes de Oxalaia exibem uma morfologia mais próxima do morfotipo I, enquanto o segundo grupo de dentes ou representa dentes desgastados do morfotipo I, ou de um espinossaurino não descrito da Formação Alcântara.

## Classificação

Diagrama esquelético rotulado do crânio do gênero relacionado Spinosaurus (em inglês)

Os elementos da espécie-tipo de Oxalaia se assemelham aos dos espécimes MSNM V4047 e MNHN SAM 124, ambos atribuídos ao Spinosaurus aegyptiacus. Kellner e colegas diferenciaram Oxalaia desse táxon e de outros espinossaurídeos por características crânio-dentais autapomórficas específicas, como seu palato secundário ornamentado e a posse de dois dentes de substituição encontrados nas posições que ocupavam no animal vivo. Espinossaurídeos mais fragmentários, como o Siamosaurus e o "Sinopliosaurus" fusuiensis, foram baseados apenas por dentes, dificultando sua separação de outros táxons. O hábito de nomear terópodes a partir de dentes isolados ou fragmentos de dentes cria muitos gêneros inválidos e sinônimos; o que também ocorreu com os espinossaurídeos e foi agravado pela falta comum de restos esqueléticos sobrepostos — uma pré-condição para táxons com uma distinção válida.
Em 2017, uma análise filogenética feita pelos paleontólogos brasileiros Marcos Sales e Cesar Schultz concluiu que Oxalaia estava mais intimamente relacionada com os espinossaurinos africanos do que com os brasileiros como Angaturama, como indicado por um focinho mais amplo e pela falta de uma crista sagital dorsal nas pré-maxilas. Os gêneros brasileiros Oxalaia e Angaturama foram recuperados como os dois parentes mais próximos do Spinosaurus, com Oxalaia sendo seu táxon irmão. Embora fosse fragmentário, o material brasileiro mostrou que os espinossaurinos eram mais diversos do que se sabia anteriormente. Spinosaurus difere de Oxalaia por suas cavidades dentárias significativamente mais espaçadas, pela presença de um ligeiro estreitamento entre a terceira e a quarta cavidades e a inclinação mais acentuada do focinho. Atualmente, Oxalaia pertence à subfamília Spinosaurinae devido à morfologia de sua mandíbula superior e à ausência de serrilhas nos dentes que tipificam os espinossaurídeos. A seguir apresenta-se um cladograma de Sales e Schultz, no qual Oxalaia está agrupado com os espinossaurinos, como um parente mais próximo do Spinosaurus do que do Angaturama.
|  | Angaturama                                              |
|  |                                                         |
|  | \| \| Oxalaia \| \| \| \| \| \| Spinosaurus \| \| \| \| |
|  |                                                         |
|  | Oxalaia                                                 |
|  |                                                         |
|  | Spinosaurus                                             |
|  |                                                         |

|  | Oxalaia     |
|  |             |
|  | Spinosaurus |
|  |             |

|  | Angaturama                                              |
|  |                                                         |
|  | \| \| Oxalaia \| \| \| \| \| \| Spinosaurus \| \| \| \| |
|  |                                                         |
|  | Oxalaia                                                 |
|  |                                                         |
|  | Spinosaurus                                             |
|  |                                                         |

|  | Oxalaia     |
|  |             |
|  | Spinosaurus |
|  |             |

Em 2020, um trabalho de Robert Smyth e colegas avaliando espinossaurinos do Grupo Kem Kem não achou as autapomorfias de Oxalaia quilombensis o bastante para garantir um táxon separado, mas as considerou um resultado de variação individual. Os autores consideraram a espécie como um sinônimo júnior de Spinosaurus aegyptiacus. Se apoiado por estudos futuros, isso implicaria que o Spinosaurus aegyptiacus tivesse uma distribuição mais ampla e fundamentaria um cenário de troca de fauna entre a América do Sul e a África durante o Cenomaniano. No entanto, um artigo de 2021 conduzido por Mauro Lacerda e colaboradores discordou dos argumentos de Smyth et al. (2020) e argumentou que Oxalaia é provavelmente um táxon válido.

## Paleoecologia

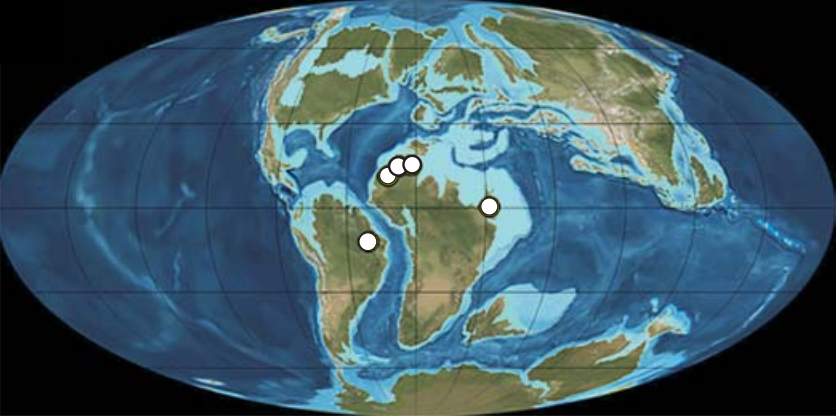
Localizações generalizadas das descobertas de fósseis de espinossaurídeos do Albiano-Cenomaniano, de há 113 a 93,9 milhões de anos, marcadas em um mapa desse período

Os depósitos do Cretáceo Superior da Formação Alcântara têm sido interpretados como sendo de um habitat úmido de florestas tropicais dominadas por coníferas, erva-fetos e cavalinhas. Essas florestas eram cercadas por uma paisagem árida a semi-árida que provavelmente estava sujeita a breves períodos de fortes chuvas, seguidos por outros longos períodos secos. Uma grande abundância e variedade de animais, como dinossauros, pterossauros, cobras, moluscos, crocodilianos, notosuquídeos e peixes foram descobertos na formação. Os táxons aquáticos conhecidos dos depósitos incluem o grande celacanto Mawsonia gigas; a arraia Myliobatis sp. (de espécies incertas); dois peixes-serra da família Sclerorhynchidae; bem como várias espécies de peixes ósseos, actinopterígeos e peixes pulmonados. Restos fósseis de dinossauros sugerem a presença de diplodocídeos como Itapeuasaurus cajapioensis, titanossauros basais, o terópode gigante Carcharodontosaurus sp., um noassaurídeo intimamente relacionado ao Masiakasaurus e um dromeossaurídeo. Além disso, dentes característicos e um centro vertebral foram atribuídos a Spinosaurus sp.
A maior parte da flora e fauna descoberta na Formação Alcântara também estava presente no norte da África, nos leitos do Grupo Kem Kem, no Marrocos, durante o Cenomaniano; com algumas exceções, incluindo Oxalaia quilombensis, Atlanticopristis equatorialis, Equinoxiodus alcantariensis e Coringasuchus anisodontis. Segundo Medeiros e colegas, a coleção da Laje do Coringa também pode estar ligada à Formação Bahariya contemporânea no Egito, que possui uma combinação distinta de táxons chave que constituem Spinosaurus aegyptiacus, Carcharodontosaurus saharicus e Onchopristis numidus. Essa extrema semelhança entre a biota cretácea do Brasil e a da África é resultado de sua conexão como partes do supercontinente Gondwana (que compreendia a maior parte das massas terrestres do hemisfério sul atual). Essa conexão foi rompida por uma falha no fundo do mar, que se estendeu há entre 130 e 110 milhões de anos. Posteriormente, os conjuntos transoceânicos continuariam evoluindo separadamente, contribuindo para pequenas diferenças entre os táxons. Machado afirmou que a Ilha do Cajual ainda estava ligada ao continente africano durante o Cenomaniano. Da mesma forma, Medeiros e colegas observaram que a presença de uma cadeia de ilhas ou outra conexão terrestre duradoura durante esse tempo poderia explicar essas semelhanças entre as faunas.

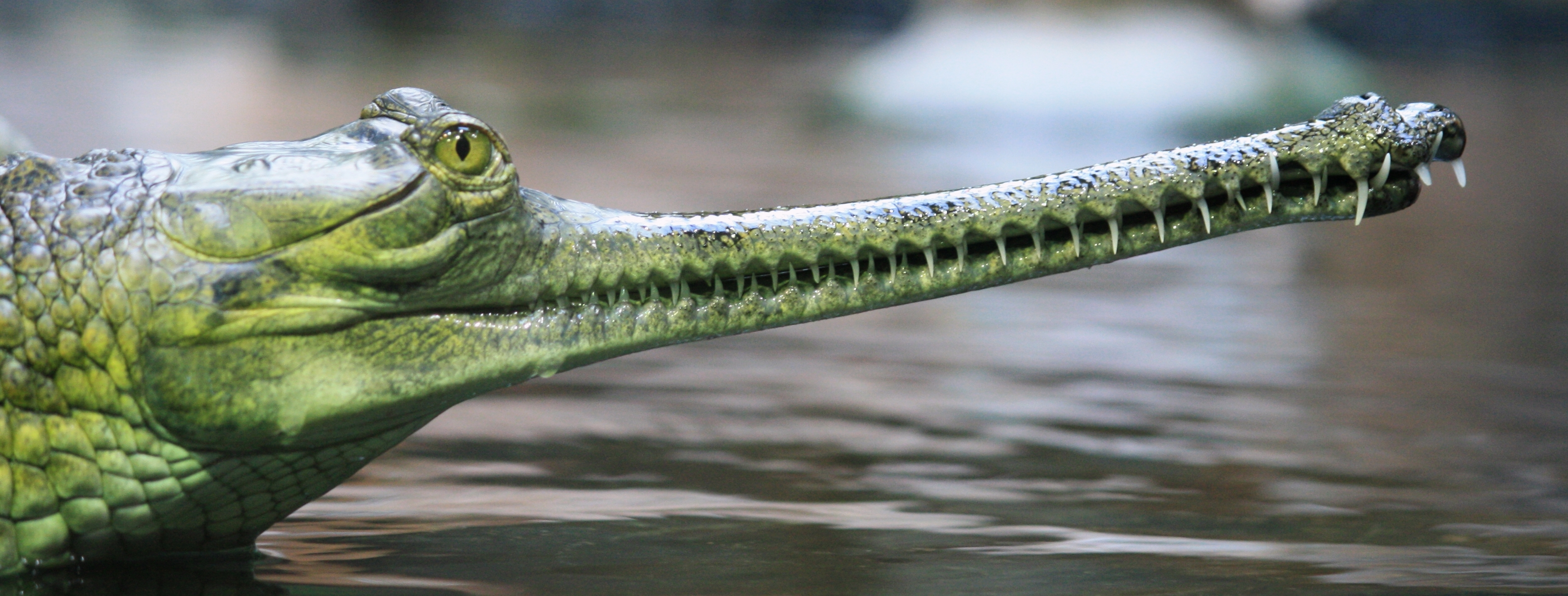
Um gavial indiano, exibindo a mesma forma de roseta entrelaçada vista nas pontas dos focinhos de espinossaurídeos

Como era um espinossaurídeo, Oxalaia teria membros anteriores grandes e robustos; membros posteriores relativamente curtos; espinhos neurais alongados (projeções para cima nas vértebras) formando uma crista ou vela nas costas; e altos espinhos neurais em suas vértebras caudais que — semelhantes às caudas dos crocodilianos modernos — podem ter ajudado o animal na natação. Espinossaurídeos provavelmente passavam a maior parte do tempo na água ou próximos dela e se alimentavam principalmente de animais aquáticos, evitando a competição direta com outros grandes predadores, mas conseguindo se sustentar de animais terrestres, se necessário. Esse comportamento é observado em casos como o dos ossos de iguanodontídeos juvenis encontrados na cavidade estomacal de um fóssil de Baryonyx e um dente de Irritator incorporado aos restos de pterossauros. Os dentes cônicos e transversalmente ovais de Oxalaia e suas aberturas nasais, que eram mais retraídas para trás em seu crânio do que na maioria dos terópodes (que provavelmente evitavam que a água entrasse nas narinas durante a pesca), são características dos espinossaurídeos. Ambos os recursos foram adaptações úteis para a captura e a alimentação de peixes. As mandíbulas frontais interligadas e expandidas e os dentes penetrantes dos espinossaurídeos funcionavam como uma armadilha eficiente para peixes, uma característica exibida também pelo gavial indiano — o crocodiliano mais piscívoro existente. Kellner comparou a aparência geral dos crânios de espinossaurídeos aos dos jacarés.